# Arena Centar
Arena Centar je najveći trgovački centar u Zagrebu koji se prostire na 175 000 četvornih metara bruto razvijene površine s ukupnom površinom za iznajmljivanje od oko 60 000 kvadratnih metara. Gradnja je započela 21. rujna 2009. godine nakon odobrenja kredita u iznosu od 150 milijuna eura, a otvoren je 5. studenoga 2010. godine. Vrijednost radova iznosila je 244 milijuna eura, a glavni izvođač radova bila je tvrtka MI grupa koja je angažirala 2500 radnika za ovaj poduhvat. Godine 2016. New Europe Property Investments (NEPI) kupuje Arenu od dotadašnjega vlasnika Heitman-a za 237,5 milijuna eura.

## Osnovne informacije
- Godišnji broj posjetitelja: 10 milijuna
- Zona obuhvata: 1,3 milijuna osoba
- GLA: 67,260 m2
- Broj maloprodajnih jedinica: 210
- Restorani: 10 restorana + 7 caffe barova
- Food Court – broj sjedećih mjesta: 350
- Parkirna mjesta: 3000

## Prometna povezanost
- Automobilom: Jadranskom avenijom iz svih smjerova
- Tramvajem (ZET): Linije 7 i 14 do rotora Remetinec
- Autobusom (ZET): 222, 234, 110, 111, 112, 164, 168, 132, 159, 160, 161, 162, 163, 164, 168, 169, 315 do postaje Arena Centar ili Naletilićeva